# كرم حسين
كرم حسين مصور صحفي هاوي وصل إلى الاحتراف بعد خوضه مهنة المخاطر الصحافة بالصدفـه!...عمل مصورا صحفيا لوكالة الاسيوشيتد برس..ومن بعدها عمل لدى وكاله الأنباء الاوربية بريس فوتو وكان من أوائل المصورين الصحفين الذين يغطون جميع ظربات المقاومة العراقية لجيش الاحتلال الأمريكي.
ترك كرم حسـين ارشيفا مشرفا من الصور للخسائر التي تعرض لها الجيش الأمريكي في مدنة الموصل وتلعفر فكان من أوائل الذين يصلون إلى مواقع الحدث وقد تعرض لمضايقات كثيرة من جنود الاحتلال بسبب محاولاته لتصوير خسائرهم قبل تعديل مواقع الحدث والاصابه.
ولد كرم حسـين في العراق في مدينة الموصل بتاريخ 30 مايو 1980م وتوفي اثر حادث اغتيال امام منزله في الموصل من قبل عصابات ضاله ارادت اطفاء النور عن مدينة الحدباء بتاريخ 14 أكتوبر 2005 المصادف ليلة شهر رمضان المبارك...مما أدى حادث وفاته إلى اعتصام الصحافة في الموصل لمدة أسبوع استنكارا لما بات يتعرض له الصحفي من اغتيال وتهديد ومنع التغطية الاعلامية لمدينة الموصل وتوالت حوادث الاغتيال بعد وفاه المروحوم كرم حسين وكان اخرها استشهاد زميله المقرب المصور المحترف نمير نور الدين الذي كان يعمل لدى وكالة رويترز.